# Антонев (гміна Гловно)
Антонев (пол. Antoniew) — село в Польщі, у гміні Гловно Згерського повіту Лодзинського воєводства.
Населення — 137 осіб (2011).
У 1975-1998 роках село належало до Лодзинського воєводства.

## Демографія
Демографічна структура станом на 31 березня 2011 року:
|          | Загалом | Допрацездатний вік | Працездатний вік | Постпрацездатний вік |
| -------- | ------- | ------------------ | ---------------- | -------------------- |
| Чоловіки | 71      | 13                 | 52               | 6                    |
| Жінки    | 66      | 9                  | 45               | 12                   |
| Разом    | 137     | 22                 | 97               | 18                   |